# Schachen (Wetterstein)
Der Schachen ist ein Aussichtspunkt im Wettersteingebirge in der Nähe von Garmisch-Partenkirchen und Elmau. Er ist 1870 m ü. NHN hoch und liegt in unmittelbarer Nähe der Dreitorspitze und der Meilerhütte über dem Reintal. Er liegt im  1970 gegründeten 39,65 Quadratkilometer großen Naturschutzgebiet Schachen und Reintal, das nach der Fauna-Flora-Habitat-Richtlinie der Europäischen Union geschützt ist.

## Beschreibung
Auf dem Schachen befindet sich das Königshaus am Schachen des bayerischen Königs Ludwig II., das 1869 bis 1871 erbaut und von Ludwig II. bei seinen jährlichen Aufenthalten im Gebirge genutzt wurde. Da der Schachen einen guten Ausblick auf das Reintal bietet, ist er ein beliebtes Zwischenziel für Bergtouren in der Region, die meist von Elmau ausgehen.
Neben dem Königshaus befindet sich ein Alpengarten, der um 1900 mit Alpenpflanzen des Botanischen Gartens München angelegt wurde. Rund zwei Kilometer unterhalb des Schachens befindet sich in der Nähe des Fahrwegs der Schachensee.
Das Schachenhaus (1866 Meter) ist über drei Wege erreichbar: über den steil ansteigenden Alpenvereinsweg 801 des Deutschen Alpenvereins beziehungsweise Nordalpenweg 01 des Österreichischen Alpenvereins von der Bockhütte (1052 Meter) im Reintal oder absteigend auf diesem Fußweg von der Meilerhütte (2374 Meter) an der Grenze zu Österreich sowie über den befahrbaren Alpenvereinsweg 841 (Schachenweg) von Elmau (1008 Meter). Ein schmaler Fußweg von der Wettersteinalm (1464 Meter) stößt in westlicher Richtung zirka einen Kilometer unterhalb des Schachenhauses auf den Schachenweg.

## Flora und Fauna
Auf dem Schachen gibt es eines der größten zusammenhängenden Vorkommen von Zirbelkiefern, und daher gibt es auch entsprechend viele Tannenhäher, die sich gerne von den Zirbelsamen ernähren.
Der Alpensalamander kommt am Schachen ebenfalls häufig vor.

## Galerie

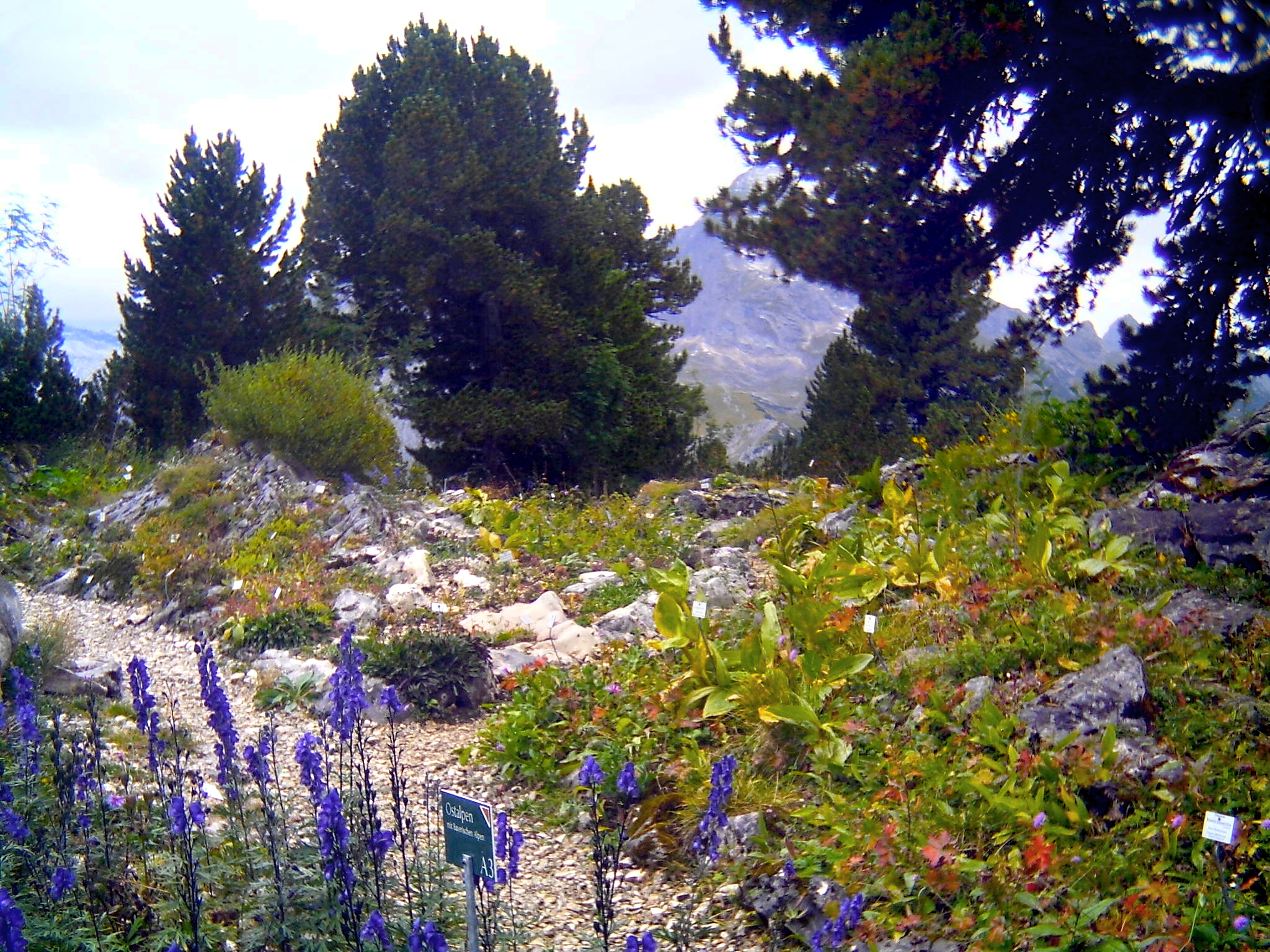
Der Alpengarten auf dem Schachen
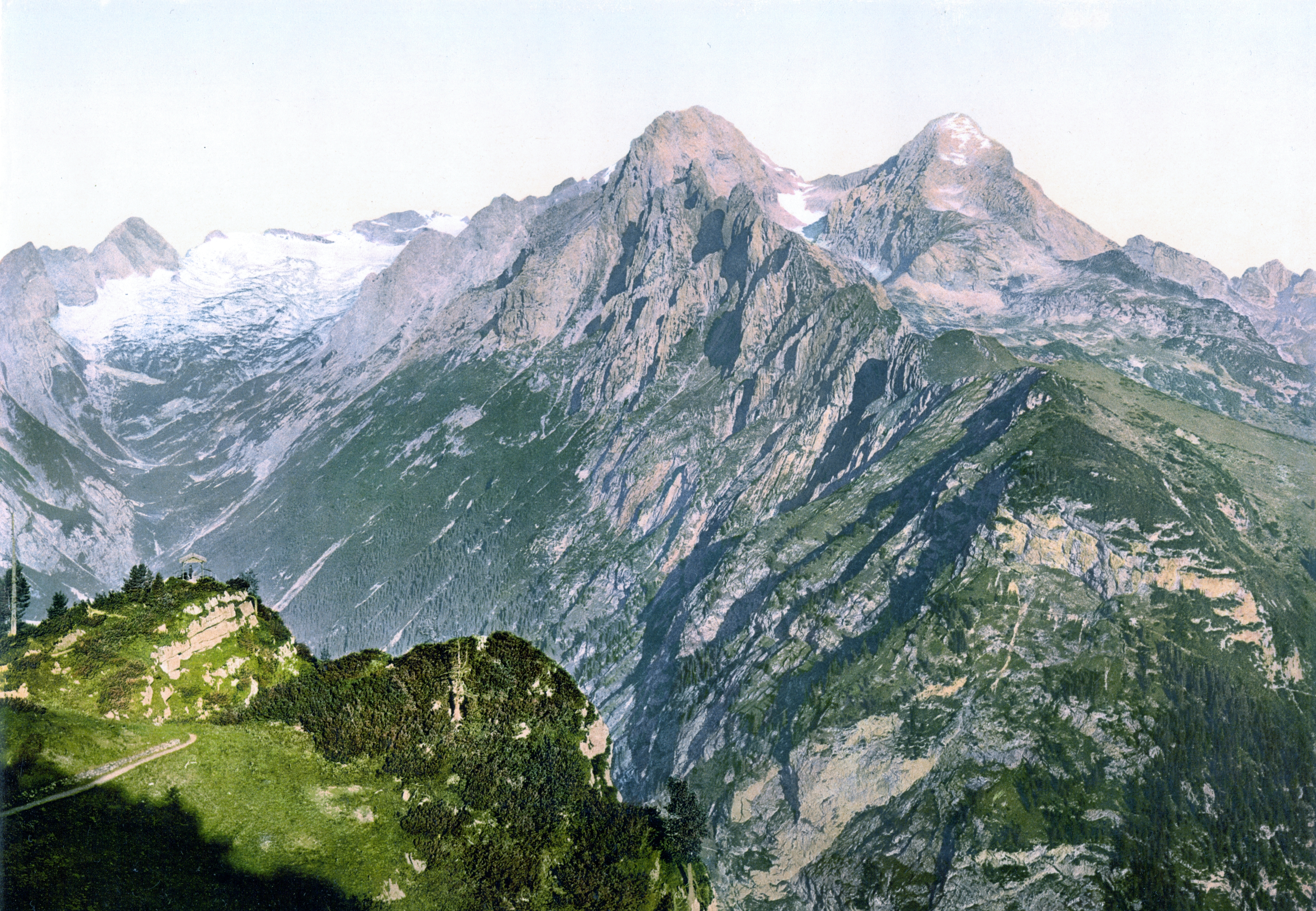
Aussicht vom Schachen um 1900
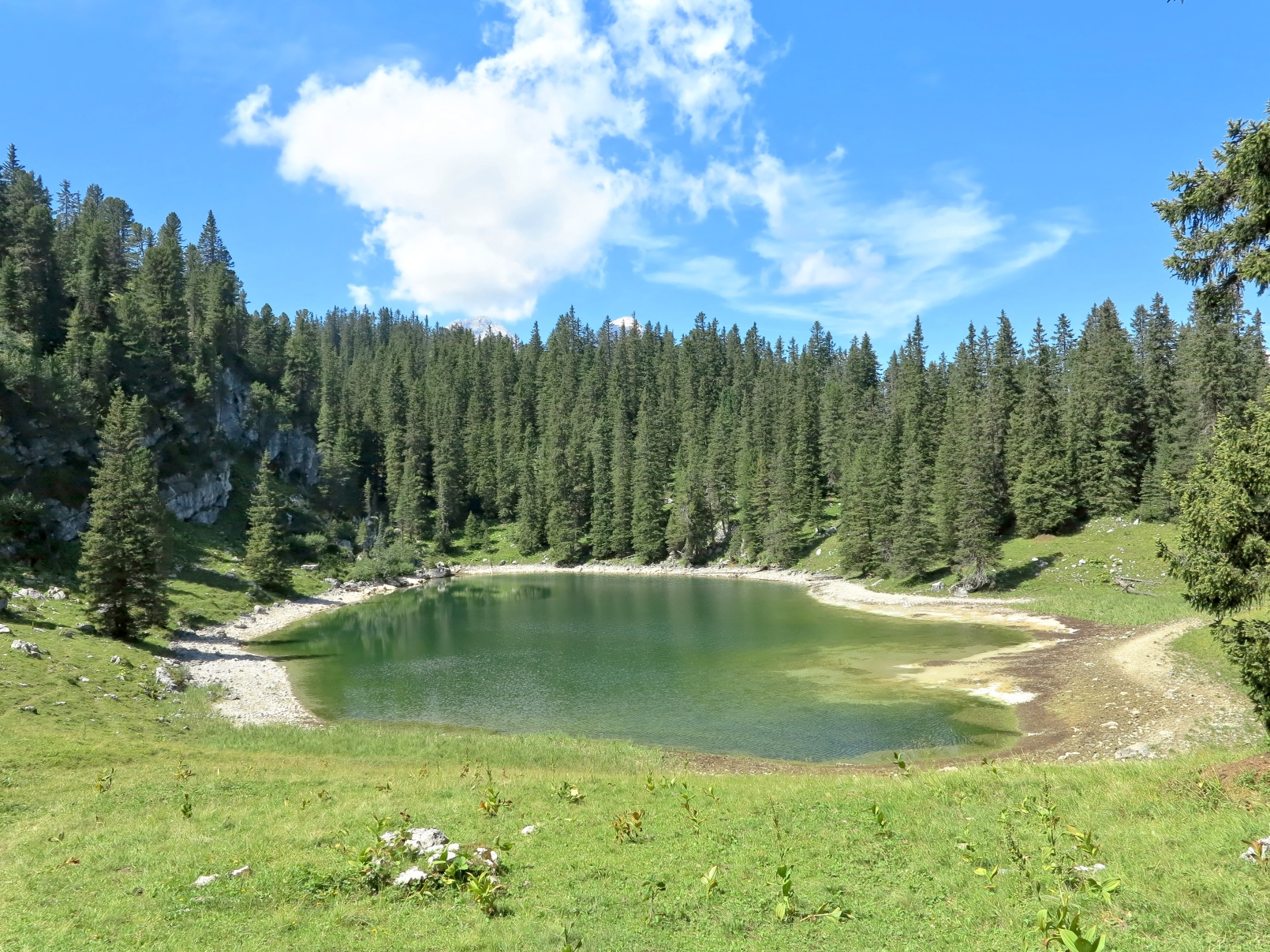
Schachensee
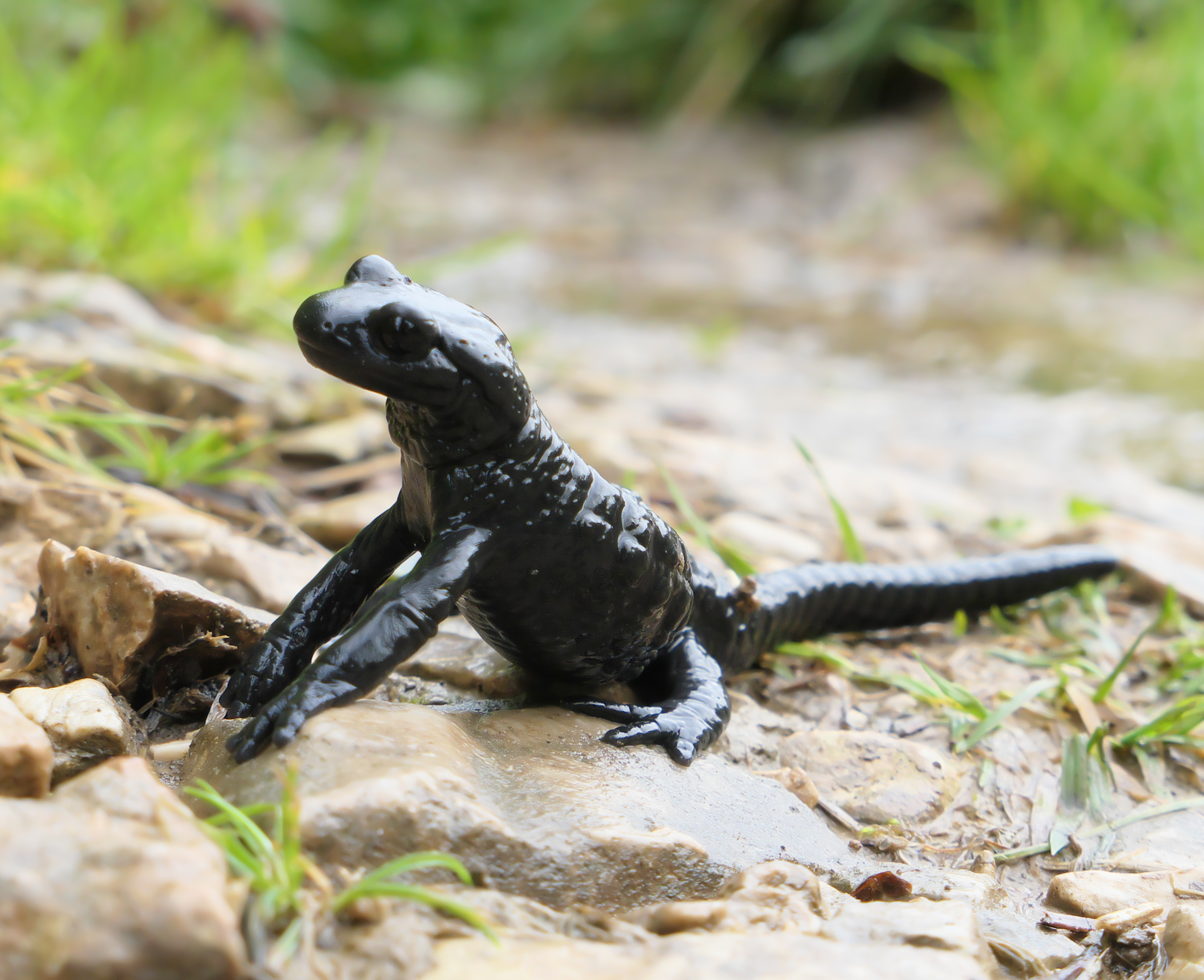
Alpensalamander am Schachen